# Господарський суд Кіровоградської області
Господа́рський суд Кіровогра́дської о́бласті — місцевий спеціалізований господарський суд першої інстанції загальної юрисдикції, розташований в місті Кропивницький, юрисдикція якого поширюється на Кіровоградську область.

## Компетенція
Місцевий господарський суд керуються при здійсненні судочинства Господарським процесуальним кодексом України. Він розглядає господарські справи, тобто ті, що виникають у зв'язку із здійсненням господарської діяльності юридичними особами та фізичними особами-підприємцями. Це, зокрема, справи про стягнення заборгованості за договорами, про чинність договорів, про відшкодування шкоди, про банкрутство, про захист права власності, корпоративні спори та ін.
Господарський суд розглядає справу, як правило, за місцезнаходженням відповідача, тобто якщо офіційна адреса відповідача зареєстрована на території юрисдикції цього суду.

## Розташування
Адреса суду — 25022, м. Кропивницький, вул. В'ячеслава Чорновола, 29/32.
Будівля суду розташована на розі вулиці В'ячеслава Чорновола та Дворцової вулиці. Паралельно до вулиці Чорновола йде вулиця Велика Перспективна.

## Історія
На Кіровоградщині створення та розвиток господарського суду області беруть свій початок з 1939 року — з часу утворення самої області, коли при виконавчому комітеті Кіровоградської обласної Ради депутатів трудящих було засновано державний арбітраж. На новостворений орган місцевого виконкому покладалися повноваження щодо вирішення майнових спорів між установами, підприємствами і організаціями, а також спорів, які виникали при укладанні договорів. У воєнний період діяльність державного арбітражу було припинено, а 1944 року, відповідно до рішення облвиконкому № 107 від 19 лютого, державний арбітраж поновив свою діяльність. На засіданні виконкому Кіровоградської обласної Ради депутатів трудящих від 01.02.1944 р. — 04.02.1944 р. на посаду головного арбітра Кіровоградського держарбітражу був призначений Яків Антонович Бевзюк (1905 року народження, освіта нижча, член ВКП (б). На цій посаді він пропрацював недовго — через кілька місяців він помер. Головним арбітром рішенням облвиконкому від 01.10.1944 року призначено Софію Степанівну Орлову, яка раніше працювала народним суддею міста Кіровограда.
Державною штатною комісією при Раді Народних Комісарів УРСР був затверджений штат державного арбітражу при Кіровоградському облвиконкомі на 1944 рік у кількості шести чоловік: головний арбітр — Я. А. Бевзюк (потім С. С. Орлова), арбітр — М. М. Бочаров, юрисконсульт — Л. І. Кулик, секретар — А. Г. Вакуленко, друкарка — Н. І. Дубровінська, кур'єр-прибиральниця — Н. І. Бєлявська.
Перші розглянуті спори, стосувались таких питань: недостачі тари, недопоставки, недоброякісності поставленої продукції, повернення майна, недостачі продукції та повернення коштів за неотриману продукцію. Всі справи, що надходили до держарбітражу, поділялись на позовні та переддоговірні спори і розділялись на такі категорії:
- спори щодо якості, комплектності та асортименту;
- спори, які стосувалися застосування цін, ставок та тарифів;
- кількісні недостачі;
- спори з розрахунків та інші.

Всього за 1944 рік було розглянуто 43 справи, а саме: одна справа — щодо кількісної недостачі відвантаженого брухту кольорового металу; дві справи — про порушення договірних строків з повернення тари; тринадцять справ — щодо розрахунків дебіторської заборгованості; двадцять сім справ — інші спори (з яких: десять — з відібрання обладнання, п'ять — з відібрання сільгоспінвентаря).
Також було розглянуто два переддоговірні спори — з питань сплати бонусу, цін та забезпечення сировиною.
Сторони, які звертались до арбітражу, мали право оскаржувати рішення арбітра. Скарги передавали облвиконкому, а ті, в свою чергу, розглядали їх на засіданнях у термін від двох до трьох тижнів. Всього за 1944 рік було оскаржено рішення у п'яти справах, з них облвиконком відхилив скарги у чотирьох справах, а в одній справі рішення було змінено. Контроль за проходженням справ та оформлення рішень покладали на консультанта та державного арбітра який розглядав справу. Для підвищення якості рішень і встановлення єдиної практики проводились виробничі наради та гурткові заняття з покращення юридичних знань. Держарбітраж у повоєнні роки відчував гостру необхідність у законодавчій літературі, яку придбати в Кіровограді було неможливо. Хоча і було зроблено передплату на «Собрание законов и распоряжений правительства» та інші бюлетені, протягом трьох років (44, 45, 46 рр.) арбітраж цих видань не отримував.
З 1963 року штат державного арбітражу при Кіровоградському облвиконкомі Ради депутатів трудящих становив три чоловіки: головний арбітр (Т. В. Біляєва), секретар, прибиральниця.
У січні 1964 року, на виконання постанови Ради Міністрів УРСР «Про реорганізацію державних арбітражів при виконавчих комітетах обласних Рад депутатів трудящих УРСР» від 28 серпня 1963 р., виконком облради реорганізував Кіровоградський обласний державний арбітраж. Такі зміни пов'язані з організацією в країні нового керівного органу — Ради народного господарства.
У 1966 році, відповідно до постанови Ради Міністрів УРСР № 1278 «Про структуру місцевих державних арбітражів УРСР» від 31 грудня 1965 р., виконком Кіровоградської обласної Ради створює державний арбітраж при виконавчому комітеті Кіровоградської обласної Ради депутатів трудящих та затверджує штат у кількості трьох чоловік: головного арбітра (Т. В. Біляєвої), державного арбітра і друкарки.
З 1983 року державний арбітраж при виконкомі обласної Ради депутатів трудящих стає самостійною організацією — державним арбітражем Кіровоградської області. Та не зважаючи на те, що законом 1979 року «Про Державний арбітраж СРСР» було визначено умови організації і порядок діяльності державного арбітражу, судовим органом він все ж не визнавався.
У документах постійного зберігання характеризується діяльність держарбітражу в 1983 році. Головним його завданням визнається активна участь при вирішенні спорів на підприємствах, організаціях, установах з метою дотримання соціалістичної законності та державної дисципліни при виконанні планових завдань і зобов'язань. Держарбітраж проводить роботу щодо сприяння в складанні довгострокових договорів, перевіряє зміст договорів, вилучає дублюючі умови та ті, що містять положення, які порушують законні права та інтереси сторін. Така робота сприяє покращенню якості оформлення договорів та документів під час подачі позовних заяв до державного арбітражу. Проводиться узагальнення та вивчення спорів з найактуальніших категорій, а саме: переддоговірних; з недопоставки і порушення термінів поставки; щодо якості і комплектності; з недостачі; спори з розрахунків; про порушення термінів повернення тари; щодо безнарядного відпуску матеріальних цінностей та капітального будівництва, інші категорії. Окремі, найскладніші справи, обговорюються колегіально за участю всіх арбітрів, що сприяє виробленню єдиної думки.
За період з 1981 — 1986 рр. змін у структурі держарбітражу не відбулося. Штатна чисельність працюючих становить чотири особи: головний арбітр Біляєва Тамара Василівна, два держарбітра — Радіонова Надія Михайлівна, Цись Алла Іванівна та друкарка Герман Лілія Миколаївна.
Економічні перетворення, формування ринкової економіки вказували на необхідність створення органу, який би вирішував конфлікти між господарюючими суб'єктами та був незалежним від законодавчої, представницької і виконавчої гілок влади.
З прийняттям Верховною Радою України 4 червня 1991 р. Закону «Про арбітражний суд» державному арбітражу України надано статус органів судової влади. Відповідно до даного закону уперше на території України започатковано здійснення правосуддя з господарських справ спеціалізованими судовими установами.
Так, відповідно до Закону України «Про арбітражний суд» державний арбітраж Кіровоградської області реорганізовано в арбітражний суд Кіровоградської області який має підпорядковуватись Вищому арбітражному суду України.
Визначено і основні завдання арбітражного суду Кіровоградської області, а саме: захист прав та охоронюваних законом інтересів учасників господарських правовідносин; сприяння зміцненню законності у сфері господарських відносин; внесення пропозицій, спрямованих на вдосконалення правового регулювання господарської діяльності.
У непростий час перетворень та кардинального реформування органів арбітражу, п'ятнадцять років (з січня 1987 року по січень 2002 р.) посаду головного арбітра та посаду голови арбітражного суду Кіровоградської області обіймав М. М. Баранець. Указом Президента України від 20.05.1995 р. за вагомий внесок у зміцнення законності в сфері господарських відносин, високий професіоналізм Миколі Максимовичу, першому в області, присвоєно почесне звання «Заслужений юрист України».
Станом на 1 січня 1992 р. штат арбітражного суду Кіровоградської області налічував дев'ять працівників: голова арбітражного суду, заступник голови, три арбітри, провідний спеціаліст, спеціаліст II категорії, завідувач канцелярії й друкарка.
У зв'язку з необхідністю поліпшення роботи арбітражного суду Кіровоградської області, відповідно до наказу голови № 77 від 17 листопада 1992 року, утворено три відділи.
Впродовж восьми років, у зв'язку із збільшенням кількості справ, що надходять до суду, штатна чисельність арбітражного суду Кіровоградської області збільшується, і, у 2000 році становить вже 43 працівника. Окрім голови арбітражного суду М. М. Баранця та заступника голови Н. О. Міхеєвої, до суддівського складу входить 12 суддів: В. М. Балик, Н. В. Болгар, А. І. Брайко, Л. В. Деревінська, О. А. Змеул, Є. М. Наливайко Г. М. Скиба, І. А. Семенова, Т. В. Макаренко, О. Б. Шевчук.
За 1998–2003 роки в назві та структурі арбітражного суду Кіровоградської області відбулися зміни. З метою реалізації заходів, щодо проведення судово-правової реформи, на виконання вимог передбачених Законом України "Про внесення змін до Закону України «Про судоустрій України», «Про арбітражний суд», а також Указом Президента України від 11 липня 2001 року № 511 «Про утворення апеляційних судів та затвердження мережі господарських судів України», згідно з наказом Вищого господарського суду України від 26 липня 2001 року № 18 арбітражний суд Кіровоградської області перейменовано в господарський суд Кіровоградської області. Законом України «Про судоустрій України» від 7 лютого 2002 року господарські суди визначені спеціалізованими судами в системі судів загальної юрисдикції.
Основним завданням господарського суду Кіровоградської області як спеціалізованого суду стає законодавчий захист економічних прав та інтересів учасників господарських відносин, а також зміцнення законності загалом у цій сфері.
З січня 2002 року на посаду голови господарського суду Кіровоградської області призначено суддю В. М. Балика. Під його керівництвом особлива увага надається організації діяльності суду, вибору найбільш оптимальних та ефективних методів виконання завдань, покладених на господарський суд Конституцією та законодавством України. У грудні 2004 року Володимиру Михайловичу присвоєно почесне звання «Заслужений юрист України».
Для забезпечення належної якості правосуддя, правильного застосування чинного законодавства та дотримання встановлених процесуальних строків вирішення справ у суді запроваджено відповідну спеціалізацію суддів. Для цього, з урахуванням кількісних та якісних характеристик позовних заяв, що надходять на адресу суду, у господарському суді Кіровоградської області, до набрання чинності Законом України «Про судоустрій і статус суддів», діяло шість спеціалізованих судових колегій з розгляду справ, а саме:
- судова колегія з розгляду справ, пов'язаних із застосуванням податкового законодавства;
- судова колегія з розгляду справ, які випливають із адміністративно-правових відносин, у тому числі справ, де однією із сторін є органи державної виконавчої влади та органи місцевого самоврядування;
- судова колегія з розгляду справ про банкрутство;
- судова колегія з розгляду справ, пов'язаних із захистом прав інтелектуальної власності;
- судова колегія з розгляду справ, пов'язаних із укладанням, зміною, розірванням господарських договорів, застосуванням вексельного законодавства;
- судова колегія з розгляду справ, пов'язаних із застосуванням законодавства про власність, оренду, банки і банківську діяльність.

Після прийняття Закону України «Про судоустрій і статус суддів», замість судових колегій, у суді запроваджено відповідну спеціалізацію суддів, які розглядають: справи пов'язані з державним регулюванням економічних відносин, справи у спорах між господарюючими суб'єктами; справи у господарських спорах, пов'язані із захистом права на об'єкти інтелектуальної власності та які виникають у корпоративних відносинах; справи про банкрутство.Варто відзначити, що спеціалізація суддів також визначалась рішенням зборів суддів господарського суду.
Станом на 1 січня 2014 року чисельність працівників Господарського суду Кіровоградської області становила 82 одиниці, у тому числі 16 посад суддів (з них 2 – керівництво суду), 66 посад працівників апарату суду (помічники суддів, секретарі судового засідання та інші працівники). Функціонувало чотири відділи: загальний (канцелярія), організаційно-кадровий, фінансово-економічний та господарський.
В цей період посади суддів займали: Балик Володимир Михайлович, Болгар Наталія Вікторівна, Вавренюк Людмила Станіславівна,  Глушков Максим Сергійович, Деревінська Любов Василівна, Змеул Олександр Анатолійович, Кабакова Віта Григорівна, Коваленко Наталія Миколаївна, Колодій Світлана Борисівна, Макаренко Тетяна Володимирівна, Наливайко Євгенія Миколаївна, Поліщук Ганна Борисівна, Тимошевська Вікторія Вікторівна, Шевчук Олена Броніславівна.
Згідно з редакцією Закону України «Про судоустрій і статус суддів» №2453-VI від 07 липня 2010 року голова місцевого суду обирався строком на два роки. Так, у вересні 2015 року, зборами суддів Господарського суду Кіровоградської області, шляхом таємного голосування, на посаду голови Господарського суду Кіровоградської області було обрано суддю Вавренюк Людмилу Станіславівну, а на посаду заступника голови Господарського суду Кіровоградської області – суддю Колодій Світлану Борисівну, строком на два роки.
Відповідно до Закону України «Про судоустрій і статус суддів»  №1402-VII від 02 червня 2016 року (далі за текстом – Закон), який є чинним на сьогоднішній день, голова місцевого суду обирається на посаду строком на три роки, але не більш як на строк повноважень судді,  шляхом таємного голосування більшістю від кількості суддів, які працюють у відповідному суді. 
Згідно з приписами норм Закону у вересні 2017 року зборами суддів господарського суду обрано строком на три роки суддю Вавренюк Людмилу Станіславівну - на посаду голови Господарського суду Кіровоградської області  та суддю Колодій Світлану Борисівну - на посаду заступника голови Господарського суду Кіровоградської області.
Зборами суддів господарського суду у серпні 2019 року, шляхом таємного голосування, обрано строком на три роки суддю Колодій Світлану Борисівну - на посаду голови Господарського суду Кіровоградської області  та суддю Кабакову Віту Григорівну - на посаду заступника голови Господарського суду Кіровоградської області.
У червні 2020 року, в зв’язку із поданням заяви про відставку звільнено суддю Колодій Світлану Борисівну та на посаду голови Господарського суду Кіровоградської області, зборами суддів обрано – Поліщук Ганну Борисівну.
З метою раціональної організації роботи і забезпечення належної якості розгляду відповідних категорій судових справ, які підлягають розподілу між суддями, рішенням зборів суддів Господарського суду Кіровоградської області починаючи, з жовтня 2017 року, було визначено спеціалізацію суддів з розгляду справ про банкрутство, справ у спорах, пов'язаних із захистом прав на об'єкти інтелектуальної власності та справ у спорах, які виникають з корпоративних відносин.
Однак, рішенням зборів суддів Господарського суду Кіровоградської області від 08 листопада 2019 року, з метою забезпечення рівномірного навантаження при розподілі судових справ за принципом випадковості, скасовано спеціалізацію суддів Господарського суду Кіровоградської області з 02 січня 2020 року.

## Сьогодення
На сьогодні чисельність працівників Господарського суду Кіровоградської області становить 71  штатну одиницю, у тому числі 11 посад суддів, 35 - державних службовців, 13 – працівників патронатної служби, 12 – інших працівників. Разом з тим, станом на початок серпня 2021 року фактична чисельність суддів та працівників апарату - 55 працівників, з яких: 6 суддів, 31 державний службовець, 10 працівників патронатної служби, 8 – інших працівників.

### Склад суддів
Дані станом на 12 серпня 2021:
Посади суддів займають:
- Поліщук Ганна Борисівна – голова Господарського суду Кіровоградської області;

- Кабакова Віта Григорівна – заступник голови Господарського суду Кіровоградської області;

- Бестаченко Олена Леонідівна;

- Глушков Максим Сергійович;

- Коваленко Наталя Миколаївна;

- Тимошевська Вікторія Вікторівна.